# 뱀눈나비아과
뱀눈나비과는 네발나비과의 하위 과이다.

## 분포
전 세계에 걸쳐 280여 속에 약 2400여 종이 있다. 대부분의 종이 열대지방에 살고 있다.

## 특징
일반적으로 빛깔이 어둡고, 나무 숲이나 그늘진 곳을 좋아한다. 나무의 진, 썩은 과일, 오물 등에 많이 모여든다. 뱀눈나비는 앞다리가 짧고, 땅에서 가깝게 난다. 대부분 날개가 갈색이고 뱀의 눈처럼 생긴 무늬가 있는데, 이 무늬는 천적인 새들을 혼란시키거나 위협하는 역할을 한다.

## 한반도의 뱀눈나비
- 먹나비 (Melanitis leda) Linnaeus, 1758
- 큰먹나비 (Melanitis phedima)  Cramer, 1780
- 알락그늘나비 (Kirinia epimenides)  Ménétriès, 1859
- 황알락그늘나비 (Kirinia epaminondas)  Staudinger, 1887
- 눈많은그늘나비 (Lopinga achine)  Scopoli, 1763
- 뱀눈그늘나비 (Lopinga deidamia)  Eversmann, 1851
- 먹그늘붙이나비 (Lethe marginalis) Motschulsky, 1860  (먹그늘나비붙이)
- 먹그늘나비 (Lethe diana)  Butler, 1866
- 왕그늘나비 (Ninguta schrenckii)  Ménétriès, 1858
- 부처사촌나비 (Mycalesis francisca)  Stoll, [1780]
- 부처나비 (Mycalesis gotama Moore, 1857
- 흰뱀눈나비 (Melanargia halimede)  Ménétriès, 1858
- 조흰뱀눈나비 (Melanargia epimede)  Staudinger, 1887
- 산굴뚝나비 (Hipparchia autonoe)  Esper, 1783
- 굴뚝나비 (Minois dryas)  Scopoli, 1763
- 높은산뱀눈나비 (Oeneis jutta)  Hübner, [1806]
- 큰산뱀눈나비 (Oeneis magna Graeser, 1888
- 함경산뱀눈나비 (Oeneis urda)  Eversmann, 1847
- 참산뱀눈나비 (Oeneis mongolica)  Oberthür, 1876
- 높은산지옥나비 (Erebia ligea)  Linnaeus, 1758
- 차일봉지옥나비 (Erebia theano)  Tauscher, 1806
- 산지옥나비 (Erebia neriene)  Böber, 1809
- 관모산지옥나비 (Erebia rossii Curtis, 1835
- 노랑지옥나비 (Erebia embla)  Thunberg, 1791
- 외눈이지옥사촌나비 (Erebia cyclopius)  Eversmann, 1844 (외눈이지옥나비)
- 외눈이사촌나비 (Erebia wanga) Bremer, 1864
- 분홍지옥나비 (Erebia edda) Ménétriès, 1851 (엣다지옥나비)
- 민무늬지옥나비 (Erebia radians) Staudinger, 1886 (뱀눈없는지옥나비)
- 재순이지옥나비 (Erebia kozhantshikovi) Sheljuzhko, 1925 (재순지옥나비)
- 가락지나비 (Aphantopus hyperantus)  Linnaeus, 1758 (가락지장사)
- 북방처녀나비 (Coenonympha glycerion)  Borkhausen, 1788
- 시골처녀나비 (Coenonympha amaryllis)  Stoll, 1782
- 도시처녀나비 (Coenonympha hero)  Linnaeus, 1761
- 봄처녀나비 (Coenonympha oedippus)  Fabricius, 1787
- 줄그늘나비 (Triphysa dohrnii Zeller, 1858
- 애물결나비 (Ypthima baldus)  Fabricius, 1775
- 물결나비 (Ypthima multistriata Butler, 1883
- 석물결나비 (Ypthima motschulskyi)  Bremer and Grey, 1853